# CLB Đồng Nai
Der CLB Đồng Nai (vietnamesisch Câu lạc bộ Bóng đá Đồng Nai) ist ein vietnamesischer Fußballverein aus Đồng Nai. Aktuell, Stand Oktober 2024, spielt der Verein in der zweiten Liga, der V.League 2.

## Stadion
Seine Heimspiele trägt der Verein im Đồng Nai Stadium in Biên Hòa aus. Das Stadion hat ein Fassungsvermögen von 30.000 Personen.
Koordinaten: 10° 57′ 42,9″ N, 106° 51′ 46,1″ O

## Saisonplatzierung in der V.League 1
| Saison | Liga       | Platz | Vietnamese Cup |
| ------ | ---------- | ----- | -------------- |
| 2013   | V.League 1 | 7.    | Halbfinale     |
| 2014   | V.League 1 | 7.    | Achtelfinale   |

## Trainerchronik
| Trainer      | Nation  | von            | bis               |
| ------------ | ------- | -------------- | ----------------- |
| Trần Bình Sự | Vietnam | 1. Januar 2012 | 31. Dezember 2016 |